# Francesc Maians
Francesc Maians (Oliva, Regne de València,segle XVII - ?, segle xviii), fou un militar valencià, tinent coronel del regiment d'infanteria Mare de Déu dels Desamparats.
Defensà Barcelona el 1714, i a l'Onze de setembre hi guardava la zona del Pla d'en Llull. Fou fet presoner per les tropes borbòniques i dut al castell d'Alacant, i després a Pamplona i a Segòvia (1719). Fou alliberat el 1725.